# Andeer
Andeer je obec ve švýcarském kantonu Graubünden, okresu Viamala. Nachází se v údolí Zadního Rýna, asi 28 kilometrů jihozápadně od kantonálního hlavního města Churu, v nadmořské výšce 982 metrů. Má přes 900 obyvatel.
Od 1. ledna 2009 patří pod Andeer dříve samostatné obce Clugin a Pignia.

## Geografie
Andeer se nachází v údolí Schamsertal (rétorománsky Val Schons) na Zadním Rýnu. Díky své výhodné dopravní poloze je Andeer nejlidnatější obcí údolí Schamsertal.

## Historie

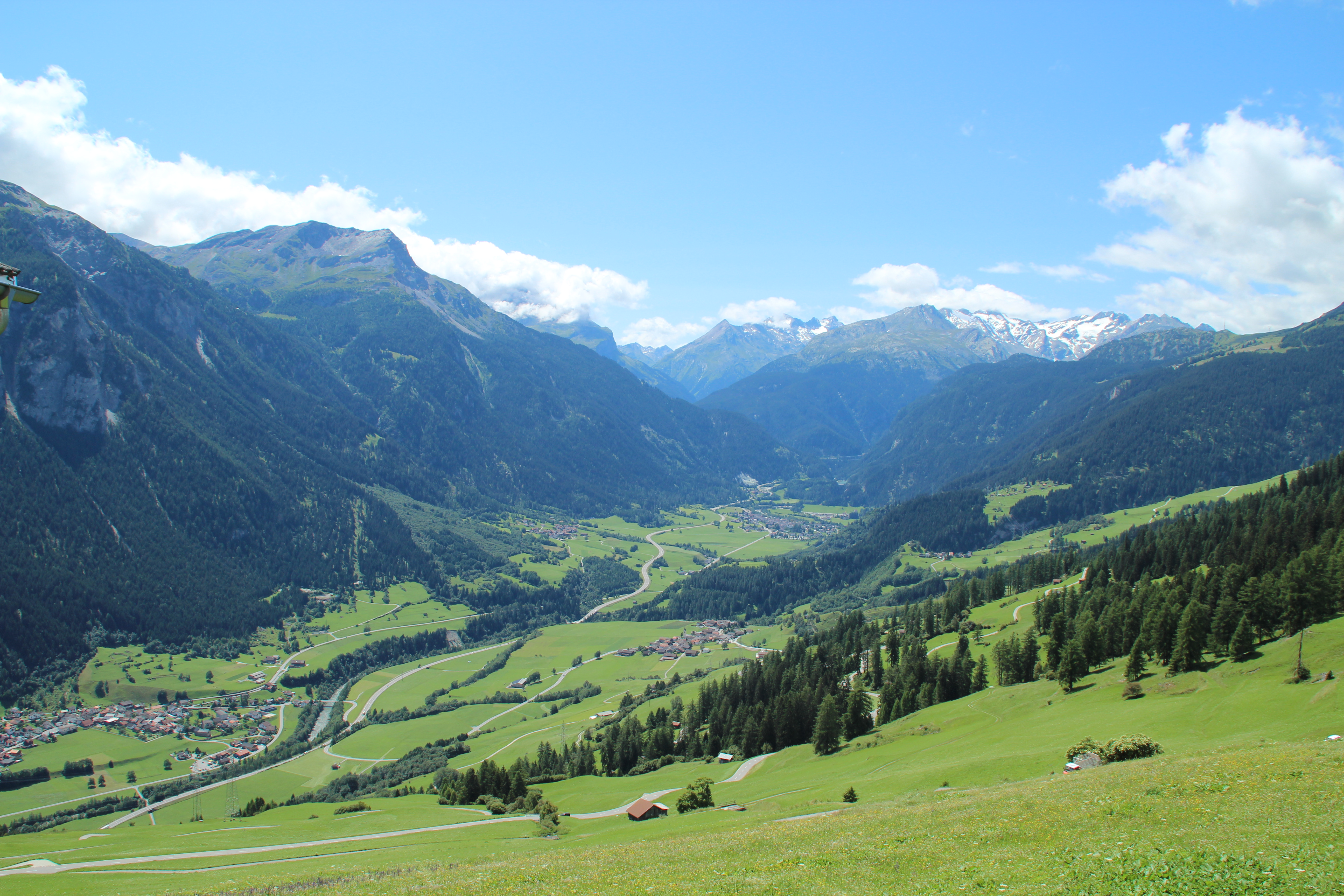
Pohled na údolí Schams

Nálezy mincí z raného císařského období naznačují, že Římané pravděpodobně procházeli Andeerem již při dobývání své provincie Raetie (od roku 15 př. n. l.). Předpokládá se, že osada s názvem Lapidaria se již v té době stala důležitou zastávkou na cestě přes Alpy. Poprvé je sídlo zmiňováno roku 1208 pod názvem Anders.
V polovině 12. století je osada ad Bargone zmiňována jako středisko statku v Andeeru. V polovině 13. století diecéze Chur darovala baronovi z Vazu statek Grosshof. Vládci Schamsu byli postupně Vazerové, Werdenbergové a od roku 1456 opět biskup z Churu. V roce 1458 se údolí z cizí nadvlády vykoupilo.
Jižně od obce, poblíž vesnice Bärenburg, se nachází zřícenina bývalého stejnojmenného hradu.
Rozšířením silnice přes Viamalu (1473) a otevřením překladiště Pont Schams (1593) se zvýšil podíl dopravy přes průsmyky Splügen a San Bernardino. Až do roku 1851 patřil Andeer k soudním farnostem Schams a tvořil malý (civilní) soud s obcemi Pignia, Ausser- a Innerferrera. Kromě chovu dobytka (v roce 1831 první pojištění dobytka v kantonu) nabízely pracovní příležitosti také opětovný nárůst dopravy po výstavbě silnice (1818–1823) a od roku 1829 lázně. Otevření Gotthardské dráhy roku 1882 přivedlo obec do hospodářské krize v důsledku prudkého poklesu tranzitní dopravy. Od otevření silničního tunelu San Bernardino v roce 1967 je Andeer opět na frekventované hlavní trase (dálnice A13).

## Obyvatelstvo

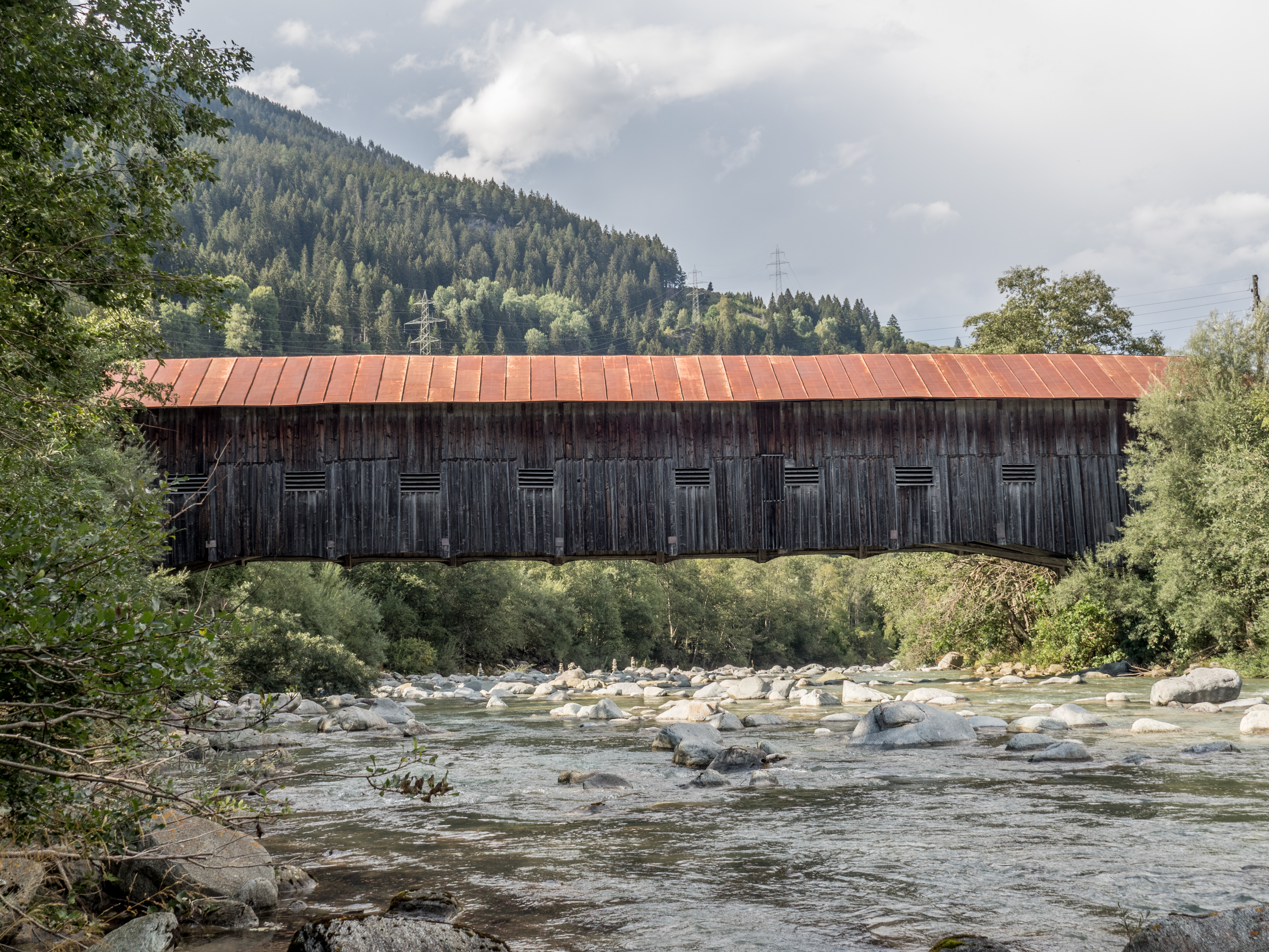
Dřevěný most přes Zadní Rýn v Andeeru

| Rok            | 1803 | 1850 | 1880 | 1900 | 1950 | 1960 | 1980 | 1990 | 2000 | 2005 | 2010 | 2012 | 2014 | 2016 |
| Počet obyvatel | 402  | 591  | 601  | 499  | 631  | 988  | 582  | 593  | 669  | 724  | 867  | 883  | 903  | 948  |

### Jazyky
Až do roku 1800 mluvili téměř všichni obyvatelé obce jazykem sutselvisch, místním dialektem rétorománštiny. Úpadek rétorománštiny začal po roce 1850, ale ještě v roce 1880 se 65 % obyvatel hlásilo k rétorománštině. Do roku 1910 se podíl snížil na 54 %, poté se až do začátku druhé světové války stabilizoval. Od té doby došlo k výrazné jazykové změně. V roce 1970 mluvilo rétorománsky ještě 205 lidí. Jak ukazuje následující tabulka, jazykové změny dále pokračují (tabulka zahrnuje pouze obec Andeer před sloučením s dalšími obcemi):
| Jazyky v Andeeru |                   |                   |                   |                   |                   |                   |
| Jazyk            | Sčítání lidu 1980 | Sčítání lidu 1980 | Sčítání lidu 1990 | Sčítání lidu 1990 | Sčítání lidu 2000 | Sčítání lidu 2000 |
| Jazyk            | Počet             | Podíl             | Počet             | Podíl             | Počet             | Podíl             |
| Němčina          | 364               | 62,54 %           | 446               | 75,21 %           | 542               | 81,02 %           |
| Rétorománština   | 144               | 24,74 %           | 87                | 14,67 %           | 61                | 9,12 %            |
| Italština        | 47                | 8,08 %            | 27                | 4,55 %            | 16                | 2,39 %            |
| Počet obyvatel   | 582               | 100 %             | 593               | 100 %             | 669               | 100 %             |

## Doprava
Obec leží na dálnici A13 v trase St. Margrethen – Chur – Bellinzona (exit 25 Andeer) a také kantonální hlavní silnici č. 13. Železniční spojení obec nemá; nejbližší stanice se nachází v 15 kilometrů vzdáleném Thusis na Albulské dráze.